# Conductus
A conductus az Ars antiquának, azaz a 11–12. század korai többszólamúságának az organum mellett legfontosabb műfaja. Két-, három- vagy több szólamú vokális zenei kompozíció.

## Elnevezés
A lat. conductus (fr.: conduit) szó jelentése (át)vezetés, azaz átvezető vagy kísérő ének. Az elnevezés eredeti jelentése vitatott: a műfaj két sajátosságára is utalhat, és nem eldöntött, hogy a névadás honnan származik:
1. Az elnevezés a szólamok „együtt vezetett”, egyidjejű megszólalására utal (vagyis arra a viszonylag homofón, ún. hang hang elleni szerkesztésmódra, ami a kor organumainak és conductusainak nagy részére jellemző) – ez a kevésbé valószínű, bár nem elképzelhetetlen lehetőség.
2. Az elnevezés az ilyen műfajú énekek eredeti liturgikus funkciójára utal, nevezetesen, hogy a pap és az asszisztencia átvonulása (esetleg az olvasmányoskönyvnek az ambóhoz vitele) alatt szolgáltak időkitöltő (a vonulást kísérő) zeneként, azaz nem képezték részét a szorosan vett liturgiának.

## Sajátosságok
Ezzel a sajátos liturgikus szereppel függ össze a műfaj legfontosabb tulajdonsága, az, hogy bár a conductusál a többszólamú komponálás módja gyakorlatilag nem sokban különbözik a korban szokásos organum-technikától, a conductusban a feldolgozás alapját nem egy liturgikus gregorián énekdallam, hanem egy a zeneszerző által ad hoc komponált dallam képezi. E tulajdonsága miatt a conductus adta a legtágabb teret a szabad zeneszerzői fantázia megnyilvánulásának e kor zenei műfajai közül. Ezt a tényt erősíti meg Kölni Franco is, aki szerint "aki jó conductust akar írni, annak mindenekelőtt egy szép dallamot kell kitalálnia"

## Szövegek
A szövegek minden esetben latin nyelvűek, azonban a legritkább esetben liturgikusak. Gyakoriak a szentekről szóló, az ünnepkörhöz kötődő vagy valamilyen hitigazságot megfogalmazó szövegek. Érdekes, hogy a késői conductusokban egyértelműen világi, sőt olykor a klérus bűneit ostorozó, nyilvánvalóan nem templomi megszólaltatásra szánt szövegek is megjelennek.

## Továbbélés
A conductus műfaja a motetta egyik legfontosabb előzménye. Noha a késő középkori motetta új kompozíciós módszerekkel (pl. izoritmia) bár, de továbbra is a gregorián dallamkincset dolgozza fel újra és újra, a conductusban megtalált új zenei nyelv és zeneszerzői szerep a trecento madrigál kialakulásáig meghatározó marad.